# Баринова, Галина Сергеевна
Гали́на Серге́евна Ба́ринова (род. 18 февраля 1939, Москва) — советский и российский режиссёр мультипликационных фильмов, мультипликатор, художник.

## Биография

### Образование
- В 1951—1956 годах обучалась в Детской художественной школе Краснопресненского района Москвы.
- В 1956 году поступила на курсы художников-мультипликаторов при киностудии «Союзмультфильм», окончила их в 1959 году.
- В 1958 году параллельно поступила в Московский полиграфический институт, который закончила в 1963 году.

### Работа
- В 1956—1998 годах работала на «Союзмультфильме», в технике рисованной мультипликации и перекладки:
  - Как мультипликатор, принимала непосредственное участие в создании более 40 фильмов.
  - С 1969 года является одним из инициаторов создания альманаха «Весёлая карусель» и автором его первого выпуска (режиссёр и художник-постановщик)[1]. Её муж, мультипликатор Анатолий Петров, писал, что идея альманаха пришла в голову именно Галине Бариновой[2].

Сотрудничала с художницами А. Э. Никольской, Г. А. Петровой и другими.
Сотрудничала со студией «Кристмас Филмз».
В некоторых режиссёрских работах применяла технические приёмы, разработанные её мужем А. А. Петровым.
С 2005 года — преподаватель в Театральном художественно-техническом колледже № 60.
Член Международной ассоциации мультипликационного кино (АСИФА).

## Фильмография

### Режиссёр
- 1973 — Весёлая карусель № 5. Кто пасётся на лугу?
- 1974 — Весёлая карусель № 6. Путаница
- 1975 — Весёлая карусель № 7. Глупая лошадь
- 1976 — Весёлая карусель № 8. Апельсин
- 1978 — Весёлая карусель № 10. Посылка
- 1978 — Жирафа и очки
- 1979 — Страшная история
- 1980 — Хитрая ворона
- 1981 — Кот Котофеевич
- 1982 — Лиса Патрикеевна
- 1983 — Волчище — серый хвостище
- 1984 — Медведь — липовая нога
- 1985 — Перфил и Фома
- 1986 — Когда песок взойдёт
- 1987 — Шурале
- 1988 — Лев и 9 гиен
- 1990 — Когда-то давно…
- 1990 — Коллаж
- 1991 — Иван-Царевич и серый волк
- 1993 — Шут Балакирев

### Сценарист
- 1974 — Весёлая карусель № 6. Путаница

### Художник-постановщик
- 1969 — Весёлая карусель № 1. Мозаика
- 1971 — Старая фотография
- 1973 — Весёлая карусель № 5. Кто пасётся на лугу?
- 1975 — Весёлая карусель № 7. Глупая лошадь
- 1976 — Весёлая карусель № 8. Апельсин
- 1977 — Полигон
- 1978 — Весёлая карусель № 10. Посылка
- 1978 — Жирафа и очки
- 1979 — Страшная история
- 1980 — Хитрая ворона
- 1981 — Кот Котофеевич
- 1983 — Волчище — серый хвостище
- 1984 — Медведь — липовая нога
- 1985 — Перфил и Фома
- 1992 — Нимфа Салмака

### Художник-мультипликатор
- 1959 — Скоро будет дождь
- 1959 — Ровно в три пятнадцать…
- 1960 — Железные друзья
- 1960 — Золотое пёрышко
- 1960 — Королевские зайцы
- 1960 — Мурзилка на спутнике
- 1961 — Ключ
- 1962 — Зелёный змий
- 1962 — История одного преступления
- 1963 — Африканская сказка
- 1963 — Бабушкин козлик
- 1963 — Баранкин, будь человеком!
- 1964 — Можно и Нельзя
- 1964 — На краю тайны
- 1964 — Топтыжка
- 1965 — Вовка в Тридевятом царстве
- 1965 — Каникулы Бонифация
- 1965 — Рикки-Тикки-Тави
- 1966 — Жёлтик
- 1966 — Жу-жу-жу
- 1966 — Про злую мачеху
- 1966 — Происхождение вида
- 1967 — Будильник
- 1967 — Гора динозавров
- 1967 — Песенка мышонка
- 1967 — Четверо с одного двора
- 1968 — Стеклянная гармоника
- 1969 — Балерина на корабле
- 1969 — Бременские музыканты
- 1969 — В стране невыученных уроков
- 1970 — Весёлая карусель № 2. Самый первый
- 1970 — Карлсон вернулся
- 1970 — Багаж
- 1971 — Как мы весну делали
- 1971 — Рассказы старого моряка. Необитаемый остров
- 1971 — Старая игрушка
- 1971 — Тримпу в цирке
- 1972 — Винни-Пух и день забот
- 1972 — Вокруг света поневоле
- 1972 — Утёнок, который не умел играть в футбол
- 1972 — С днём рождения!
- 1973 — Мы с Джеком
- 1973 — Спасибо
- 1973 — Только для взрослых (второй выпуск)
- 1975 — Комаров
- 1975 — Лиса и медведь
- 1975 — Необычный друг
- 1975 — Фантик. Первобытная история
- 1975 — Я вспоминаю…
- 1976 — Муха-Цокотуха
- 1978 — Ограбление по…

### Художник
- 1974 — Весёлая карусель № 6. Путаница
- 1986 — Геракл у Адмета
- 1995 — Полифем, Акид и Галатея

## Критика
Киновед Сергей Асенин упоминал Баринову в ряду тех «талантливых мультипликаторов», которые начали свою работу в альманахе «Весёлая карусель» и принесли в мультипликацию «неповторимое видение жизни, понимание художественной природы и возможностей мультипликации».

## Награды
- Почётная грамота Министерства культуры Российской Федерации (2 декабря 2011 года) — за большой вклад в российскую анимацию, многолетнюю плодотворную работу и в связи со 100-летием мультипликационного кино[4]

## Выставки
- Выставка «Незабытый кинематограф. Весёлая карусель» проходит в галерее «Нагорная». На выставке представлены эскизы и рабочие материалы к сюжетам «Весёлой карусели» из фондов Государственного центрального музея кино и некоторых частных коллекций. Также идет нон-стоп показ мультфильмов и документального фильма о создателях «Весёлой карусели»[5].